# Astragalus burkartii
Astragalus burkartii är en ärtväxtart som beskrevs av Ivan Murray Johnston. Astragalus burkartii ingår i släktet vedlar, och familjen ärtväxter. Inga underarter finns listade i Catalogue of Life.